# Misleydis González
Misleydis González Tamayo (Bayamo, 19 giugno 1978) è una pesista cubana.
Ha un personale di 19,50 m ottenuto in finale alle Olimpiadi di Pechino 2008 dove giunse quarta.

## Palmarès
| Anno | Manifestazione      | Sede           | Evento         | Risultato | Misura  | Note                          |
| ---- | ------------------- | -------------- | -------------- | --------- | ------- | ----------------------------- |
| 2003 | Giochi panamericani | Santo Domingo  | Getto del peso | 4ª        | 17,99 m |                               |
| 2004 | Mondiali indoor     | Budapest       | Getto del peso | 6ª        | 18,41 m |                               |
| 2004 | Olimpiadi           | Atene          | Getto del peso | 6ª        | 18,59 m | [ 1 ]                         |
| 2005 | Universiadi         | Smirne         | Getto del peso | Bronzo    | 18,26 m |                               |
| 2005 | Mondiali            | Helsinki       | Getto del peso | 8ª        | 18,01 m | [ 2 ]                         |
| 2007 | Giochi panamericani | Rio de Janeiro | Getto del peso | Oro       | 18,83 m |                               |
| 2007 | Mondiali            | Osaka          | Getto del peso | 10ª       | 18,14 m |                               |
| 2008 | Mondiali indoor     | Valencia       | Getto del peso | 4ª        | 18,75 m | Miglior prestazione personale |
| 2008 | Olimpiadi           | Pechino        | Getto del peso | Argento   | 19,50 m | Miglior prestazione personale |
| 2009 | Campionati CAC      | L'Avana        | Getto del peso | Oro       | 19,13 m | Record dei Giochi             |
| 2009 | Mondiali            | Berlino        | Getto del peso | 7ª        | 18,74 m |                               |
| 2010 | Mondiali indoor     | Doha           | Getto del peso | 7ª        | 18,77 m |                               |
| 2011 | Mondiali            | Taegu          | Getto del peso | 14ª (q)   | 18,24 m |                               |
| 2011 | Giochi panamericani | Guadalajara    | Getto del peso | Oro       | 18,57 m |                               |
| 2012 | Mondiali indoor     | Istanbul       | Getto del peso | 11ª       | 17,32 m |                               |
| 2012 | Olimpiadi           | Londra         | Getto del peso | 19ª       | 17,68 m |                               |

## Altre competizioni internazionali
2004
- Argento ai Campionati ibero-americani ( Huelva), getto del peso - 18,65 m

2008
- Bronzo alla World Athletics Final ( Stoccarda), getto del peso - 18,55 m

2009
- 6ª alla World Athletics Final ( Tessalonica), getto del peso - 18,45 m

2010
- Oro ai Campionati ibero-americani ( San Fernando), getto del peso - 18,52 m
- 4ª in Coppa continentale ( Spalato), getto del peso - 18,62 m